# Jordi Galí
Jordi Galí Garreta (Barcelona, 4 de enero de 1961) es un economista español. Es uno de los investigadores más importantes de la nueva síntesis keynesiana.

## Biografía
Nacido en Barcelona. Bajo la dirección de Olivier Blanchard, Jordi Galí obtuvo su doctorado en 1989 en el Instituto Tecnológico de Massachusetts (MIT). Ocupó cargos docentes en las universidades norteamericanas de Columbia y Nueva York, aunque retornó a España para ocupar el puesto de profesor en la Universidad Pompeu Fabra de Barcelona.
Actualmente es Investigador Senior del Centro de Investigaciones de Economía Internacional (CREI), organismo perteneciente a la Pompeu Fabra. Ha sido asesor del Banco Central Europeo, la Reserva Federal y otros bancos centrales. En 2012 fue Presidente de la Asociación Económica Europea. 
Continúa colaborando con Oliver Blanchard, ex-director del departamento de Estudios del Fondo Monetario Internacional (FMI).

## Investigaciones económicas
Jordi Galí enfoca sus investigaciones en la macroeconomía, y es un experto en ciclos económicos o fluctuaciones cíclicas, y en optimizar las políticas monetarias a través del análisis de series temporales. Junto a Richard Clarida y Mark Gertler sugiere que las políticas monetarias parecen seguir la regla de Taylor, a pesar de esta medida fue abandonada en los 70.
Una de sus mayores aportaciones fue descubrir en las series temporales que las mejoras laborales que se realicen, causan una desminución del empleo. Este descubrimiento contradice las previsiones que enuncian algunos modelos de ciclos económicos de la escuela neoclásica. Sin embargo, el método empleado para realizar la investigación, el VAR, genera controversia.
También investiga acerca de cómo los bancos centrales deberían fijar los tipos de interés. Según algunos modelos neo-keynsesianos, la estabilización de inflación, también estabilizaría el crecimiento de salida del PIB. Apoyándose en esta propiedad a la que Jordi Galí y Olivier Blanchard llaman divina concordancia, los bancos centrales podrían aplicar la regla de Taylor de una manera simplificada y que permita tan solo fijarse en la estabilización de la inflación.
Su obra Monetary Policy, inflation and the business cycle (2008) es uno de los textos de referencia sobre modelos de equilibrio general dinámico estocástico neokeynesianos.

## Premios y reconocimientos
Jordi Galí ya figuró en la quiniela del Premio en Ciencias Económicas en memoria de Alfred Nobel 2009. También ha recibido otros premios como el Yrjö Jahnsson en 2005 junto a Timothy Besley. También ha recibido el Premio Rey Jaime I de Economía en 2004.
En 2024 fue galardonado con el Premio Fundación BBVA Fronteras del Conocimiento por "su influencia en el análisis macroeconómico moderno al establecer bases rigurosas para el estudio de las fluctuaciones del ciclo económico".